# Sclerophrys cristiglans
Amietophrynus cristiglans és una espècie de gripau de la família dels bufònids. Només es coneix que habiti a les Muntanyes Tingi, al centre-est de Sierra Leone. La seva validesa taxonòmica és incerta i és possible que pertanyi a l'espècie Amietophrynus latifrons.
Es desconeix el seu hàbitat i la seva ecologia. Presumiblement es reprodueix a l'aigua i es desenvolupa gràcies a un període larvari. Es desconeix el volum poblacional de l'espècie.